# John Hayward

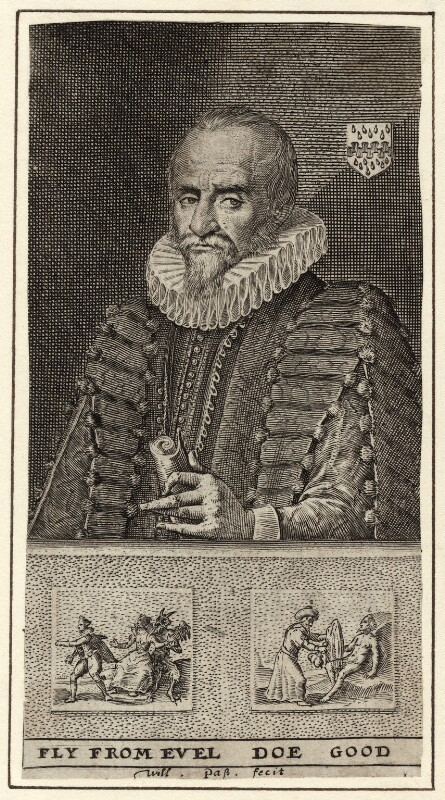
John Hayward

Sir John Hayward (Suffolk, ca. 1564 - Londen, 27 juni 1627) was een  Engels historicus en jurist. Hij ging naar school in Felixstowe en studeerde vervolgens aan de Universiteit van Cambridge. 
Hayward was geïnteresseerd in geschiedenis en maakte van de geschiedschrijving zijn beroep.
Zijn eerste werk dateert uit 1599 en was getiteld The First Part of the Life and Raigne of King Henrie IV. Hierin beschreef hij de val van Richard II en de eerste jaren van de regering van Hendrik IV. Koningin Elizabeth I was ontstemd over de inhoud van het werk en over het feit dat het werk was opgedragen aan haar voormalige gunsteling Robert Devereux, graaf van Essex. Zij liet Francis Bacon onderzoeken of er in het werk sporen van verraad waren te ontdekken. Bacon vond daarvoor geen aanwijzingen, maar constateerde wel dat Hayward een vorm van plagiaat pleegde door regelmatig teksten van Tacitus te gebruiken. Niettemin werd Hayward opgepakt en bracht enige tijd door in gevangenschap.

## Overig werk
- The Sanctuary of a Troubled Soul (1601, een geestelijk werk)
- The Lives of the Three Normans, Kings of England (1613)
- The Life and Raigne of King Edward The Sixt ((1630)
- The Annales of the First Four Years of the Raigne of Queen Elizabeth (1639)